# Choryń (przystanek kolejowy)
Choryń – nieczynny kolejowy przystanek osobowy na linii nr 366 w Choryni, w województwie wielkopolskim, w Polsce. Zachował się tylko peron. Przystanek znajduje się na trasie Krzywińskiej Kolei Drezynowej.